# 전정우 (아이스하키 선수)
전정우(全正遇, 1994년 5월 27일~)는 대한민국의 아이스하키 선수로 포지션은 센터이다. 현재 아시아리그 아이스하키의 안양 한라에서 활동하고 있다. 대한민국 국가대표팀의 일원으로 2018년 동계 올림픽에 참가했고, 아시안 게임에서 은메달 1개를 획득했다.